# Charles Cullen
Charles Cullen (* 22. Februar 1960 in West Orange, New Jersey) ist ein US-amerikanischer Krankenpfleger und  Serienmörder. Er ist bis heute der gefährlichste Serienmörder der Geschichte New Jerseys. Im Dezember 2003 gestand Cullen den Behörden, dass er bis zu 45 Patienten während der 16 Jahre ermordet hatte, in denen er in insgesamt 10 Krankenhäusern in New Jersey und Pennsylvania arbeitete. Ermittler gehen von bis zu 400 Morden aus.

## Kindheit und frühes Leben
Charles Cullen wurde in West Orange, New Jersey als jüngstes von acht Kindern geboren. Sein Vater war Busfahrer, während seine Mutter als Hausfrau die Kinder erzog. Noch während Cullen ein Kleinkind war, starb sein Vater. Auch zwei seiner Geschwister starben bereits im frühen Erwachsenenalter.
Cullen selbst beschreibt seine Kindheit als erbärmlich. Bereits mit neun Jahren unternahm er seinen ersten Selbstmordversuch, indem er Chemikalien aus einem Chemie-Baukasten trank. Dies sollte jedoch nur der erste von etwa 20 Selbstmordversuchen im Verlaufe seines Lebens sein. Später, als Cullen als Krankenpfleger beschäftigt war, entwickelte er Phantasien darüber, Drogen aus dem Krankenhaus, in dem er arbeitete, zu stehlen, um mit ihnen Suizid zu begehen.
Als er 17 Jahre alt war, starb Cullens Mutter bei einem Autounfall, bei dem eine seiner Schwestern am Steuer saß. Am Boden zerstört durch den Tod seiner Mutter verließ Cullen die High School und schrieb sich im Jahre 1978 bei der U.S. Navy ein. Er diente an Bord des U-Boots USS Woodrow Wilson. Cullen stieg als Mitglied des Teams, das den Flugkörper UGM-73 Poseidon bediente, bis in den Rang eines Petty Officers Third Class auf.
Bereits zu diesem Zeitpunkt zeigte Cullen Zeichen einer mentalen Instabilität. Ein Jahr nach Dienstantritt wurde er an seinem Arbeitsplatz mit einem grünen Chirurgenkittel, einer Schutzmaske und Latexhandschuhen entdeckt, die er aus dem Medizinschrank gestohlen hatte. Er wurde daraufhin auf das Versorgungsschiff USS Canopus versetzt. In den folgenden Jahren versuchte Cullen mehrfach, sich das Leben zu nehmen. Sein letzter Versuch im März 1984 führte zu seiner Entlassung aus der U.S. Navy.
Nach seiner Entlassung aus den Streitkräften der Vereinigten Staaten besuchte Cullen die Mountainside School of Nursing und bekam 1987 einen Job im St. Barnabas Medical Center in Livingston, New Jersey. Im selben Jahr noch heiratete er Adrienne Taub, mit der er zwei Töchter hat.

## Morde
Cullen beging seinen ersten Mord am 11. Juni 1988. Der Richter John W. Yengo Senior wurde wegen einer allergischen Reaktion auf ein gerinnungshemmendes Mittel in das St. Barnabas Medical Center eingewiesen. Cullen verabreichte ihm intravenös eine tödliche Überdosis. Cullen gestand, 11 Patienten im St. Barnabas Medical Center umgebracht zu haben, darunter auch einen AIDS-Patienten, der einer Überdosis Insulin erlag. Er kündigte seinen Job in St. Barnabas im Januar 1992, als die Krankenhausleitung anfing nachzuforschen, wer sich an den Infusionsbeuteln zu schaffen gemacht hatte.
Im Februar des Jahres 1992 nahm Cullen eine neue Arbeit im Warren Hospital in Phillipsburg, New Jersey, auf. Dort ermordete er drei ältere Frauen, indem er ihnen eine Überdosis der Herzmedizin Digoxin verabreichte. Sein letztes Opfer sagte, ein heimtückischer Pfleger (sneaky male nurse) hätte ihr etwas injiziert, als sie schlief. Ihre Familienmitglieder und weiteres medizinisches Personal übergingen ihre Aussagen allerdings.
Im Januar 1993 beantragte Adrienne Cullen die Scheidung. Später zeigte sie außerdem zwei Fälle häuslicher Gewalt gegen ihren Mann an. Die Scheidungspapiere und die Klagen wegen häuslicher Gewalt stellten Cullen als Alkoholiker dar, der Haustiere quälte, indem er sie in Bowlingtaschen oder Mülleimer steckte, der Feuerzeugbenzin in Getränke anderer Leute mischte und der Streichanrufe an Haushalte von Verstorbenen tätigte. Cullen erhielt ein geteiltes Sorgerecht für seine Töchter und zog in ein Apartment in der Shafer Avenue in Phillipsburg.
Cullen behauptete, er habe die Krankenpflege 1993 aufgeben wollen, ihn hätten jedoch gerichtlich angeordnete Unterhaltszahlungen dazu gezwungen, weiterzuarbeiten.
Im März 1993 brach er in die Wohnung einer Kollegin ein, als diese und ihr junger Sohn schliefen. Er verließ die Wohnung – jedoch ohne die beiden zu wecken. Daraufhin begann Cullen, sie häufig anzurufen, hinterließ ihr unzählige Nachrichten und folgte ihr sowohl bei der Arbeit als auch in der Stadt. Die Frau verklagte Cullen, und er erklärte sich des Hausfriedensbruchs schuldig. Er wurde zu einer Strafe von einem Jahr verurteilt, die zur Bewährung ausgesetzt wurde. Am Tag nach seiner Entlassung beging Cullen einen weiteren Suizidversuch. Er nahm zwei Monate Urlaub und wurde in einer psychiatrischen Anstalt wegen Depressionen behandelt. Bis zum Ende des Jahres unternahm Cullen zwei weitere Suizidversuche.
Cullen verließ das Warren Hospital im Dezember 1993 und nahm einen Job im Hunterdon Medical Center im Raritan Township, New Jersey, zum Anfang des folgenden Jahres an. Er arbeitete dort drei Jahre auf der Intensivstation und der kardiologischen Station. 1994 wurde Cullen in Pennsylvania sogar anerkannter Krankenpfleger. Er behauptet, in den ersten beiden Jahren seiner Tätigkeit keine weiteren Morde begangen zu haben. Die entsprechenden Unterlagen des Krankenhauses wurden bereits während seiner Haft im Jahre 2003 zerstört. Daher können die Behauptungen Cullens weder bewiesen noch widerlegt werden. Trotzdem gestand Cullen, fünf weitere Morde in den ersten neun Monaten des Jahres 1996 begangen zu haben. Wieder verabreichte er den Patienten Überdosen des Medikaments Digoxin.
In der Folgezeit fand Cullen Arbeit im Morristown Memorial Hospital in Morristown, New Jersey. Dort wurde er bereits im August 1997 aufgrund schwacher Leistungen wieder entlassen. Er blieb sechs Monate arbeitslos und stellte die Unterhaltszahlungen für seine Töchter ein.
Im Oktober 1997 tauchte Cullen im Warren Hospital auf und bat um die Behandlung seiner Depressionen. Er wurde einer psychiatrischen Anstalt überstellt, verließ diese jedoch kurze Zeit später, ohne dass die Behandlung Erfolg gebracht hatte. Nachbarn berichteten, er habe mitten in der Nacht Katzen auf der Straße verfolgt, Selbstgespräche geführt oder rumgeschrien und Leuten Grimassen geschnitten, wenn er dachte, dass sie ihn nicht sehen.
Im Februar 1998 wurde Cullen vom Liberty Nursing and Rehabilitation Center in Allentown, Pennsylvania, eingestellt. Dort arbeitete er auf einer Krankenstation, die Patienten betreute, welche Beatmungsgeräte zum Überleben benötigten. Im Mai beantragte Cullen Insolvenz, nachdem er beinahe 67.000 US-Dollar Schulden angehäuft hatte. Das Liberty Nursing and Rehabilitation Center entließ ihn im Oktober 1998, nachdem Cullen gesehen wurde, wie er mit Spritzen in der Hand ein Patientenzimmer betrat. Der Patient hatte am Ende zwar einen gebrochenen Arm, Injektionen wurden allerdings nicht vorgenommen. Dennoch wurde Cullen beschuldigt, den Patienten unplanmäßig Medikamente zu verabreichen.
Daraufhin arbeitete Cullen im Zeitraum von November 1998 bis März 1999 im Easton Hospital in Easton, Pennsylvania. Dort brachte er am 30. Dezember einen weiteren Patienten mit einer Überdosis Digoxin um. Der von einem Gerichtsmediziner durchgeführte Bluttest wies zwar den tödlichen Anteil des Medikaments im Blut des Patienten nach, doch eine nachfolgende Untersuchung des Vorfalls endete ergebnislos. Nichts konnte die Schuld Cullens am Tod des Patienten zweifelsfrei beweisen.
Cullen fand jedoch weiterhin Arbeit. Der Bedarf an Krankenpflegern war zu dieser Zeit deutlich größer als die vorhandenen Arbeitskräfte, was es den Krankenhäusern schwer machte, neues Personal zu finden. Außerdem existierte keinerlei System, um Krankenpfleger mit psychischen Problemen zu identifizieren oder Schwierigkeiten bei vorherigen Arbeitgebern aufzudecken. Daher konnte Cullen im März 1999 seine neue Arbeit auf der Station für Brandverletzungen im Lehigh Valley Hospital in Allentown, Pennsylvania, aufnehmen. Während seiner Anstellung im Lehigh Valley Hospital ermordete Cullen erneut einen Patienten und scheiterte bei einem weiteren Versuch, sich umzubringen.
Im April des Jahres 1999 hörte Cullen freiwillig auf, im Lehigh Valley Hospital zu arbeiten. Er nahm einen Job im St. Luke’s Hospital in Bethlehem, Pennsylvania, an. Dort arbeitete er auf der kardiologischen Station. In den folgenden drei Jahren versuchte Cullen sieben Patienten zu ermorden, wobei er fünfmal Erfolg hatte und zweimal scheiterte.
Im Januar 2000 unternahm Cullen einen erneuten Suizidversuch, der misslang. Er wurde in eine Psychiatrie gebracht, durfte diese jedoch am folgenden Tag wieder verlassen.
Niemand verdächtigte Cullen, Patienten im St. Luke’s Hospital zu ermorden, bis ein Kollege zufällig unbenutzte Fläschchen mit Medizin in einem Abfalleimer fand. Diese Drogen waren außerhalb des Krankenhauses wertlos und wurden nicht von Gelegenheitsdrogennutzern verwendet. Daher erschien ihr Diebstahl merkwürdig. Eine Untersuchung ergab, dass Cullen die Medizin nahm. Im Juni 2002 wurde er entlassen und aus dem Krankenhaus entfernt.
Sieben der Krankenschwestern des St. Luke’s Hospital trafen sich später mit den Behörden des Lehigh County, um sie über ihren Verdacht zu informieren, Cullen würde Patienten mit Medikamenten umbringen. Sie argumentierten, dass Cullen zwar lediglich zu 20 % der Zeit auf seiner Station anwesend war, während seiner Arbeitszeit aber beinahe zwei Drittel der Patienten starben. Da bei den Untersuchungen jedoch nie Cullens Vergangenheit beleuchtet wurde, wurde der Verdacht wegen fehlender Beweise neun Monate später wieder aufgegeben.
Cullen arbeitete in der Folge für eine kurze Zeit im Sacred Heart Hospital in Allentown, Pennsylvania. Dort kam er allerdings mit seinen Kollegen nicht zurecht und ging freiwillig.
Im September 2002 fand Cullen einen Job im Somerset Medical Center in Somerville, New Jersey. Dort arbeitete er in der notfallmedizinischen Abteilung. Cullens Depressionen verschlimmerten sich, obwohl er anfing, mit Frauen aus der Umgebung auszugehen. Er ermordete weitere acht Patienten und unternahm einen weiteren Versuch, der scheiterte. Wieder verwendete er für seine Taten die Medikamente Digoxin und Insulin.
Am 18. Juni 2003 versuchte Cullen einen Patienten namens Philip Gregor zu ermorden. Gregor überlebte allerdings, wurde entlassen und starb sechs Monate später eines natürlichen Todes.
Bald darauf ergaben Auswertungen der Zugriffe auf den Krankenhauscomputer, dass Cullen die Daten von Patienten abrief, für die er nicht eingeteilt war. Auch Kollegen hatten ihn in den Patientenzimmern gesehen. Außerdem zeigten Auswertungen der computergesteuerten Medizinschränke, dass Cullen Medikamente nachfragte, die seinen Patienten nicht verschrieben worden waren.
Der Geschäftsführer des Poison Information and Education System von New Jersey warnte die Verantwortlichen des Somerset Medical Centers im Juli 2003, dass mindestens vier verdächtige Verabreichungen von Überdosen auf die Möglichkeit hinweisen würden, dass einer der Angestellten Patienten töten würde. Doch das Krankenhaus verschob den Kontakt mit den Behörden in den Oktober des Jahres. Bis dahin hatte Cullen bereits weitere fünf Patienten umgebracht und es bei einem sechsten versucht.
Die Behörden des Bundesstaates belegten das Krankenhaus mit einer Strafe, da dieses es versäumt hatte, eine nichttödliche Überdosis Insulin zu melden. Die Überdosis war von Cullen verabreicht worden. Als Cullens letztes Opfer im Oktober wegen eines zu niedrigen Blutzuckerspiegels starb, alarmierte das Somerset Medical Center die Behörden. Eine Untersuchung von Cullens Arbeitnehmervergangenheit deckte schließlich die Verdachtsmomente auf, die bereits bei früheren Toten entstanden waren.
Das Somerset Medical Center entließ Cullen am 31. Oktober 2003, mit der Begründung, dass er bei seiner Bewerbung gelogen habe. Die Polizei überwachte ihn für einige Wochen, bis sie ihre Ermittlungen abgeschlossen hatte.

## Verhaftung und Geständnisse
Cullen wurde am 14. Dezember 2003 unter dem Vorwurf eines Mordes und eines versuchten Mordes in einem Restaurant verhaftet. Er gestand noch am selben Tag jenen Mord an Reverend Florian Gall sowie den Tötungsversuch, den er bei Jin Kyung Han unternommen hatte. Beide waren Patienten des Somerset Medical Centers.
Im April 2004 gestand Cullen vor einem Gericht in New Jersey, dass er 13 Patienten in Somerset ermordet und zwei weitere Mordversuche durch tödliche Injektionen unternommen hatte. Als Teil seines Geständnisses versprach er, mit den Behörden zusammenzuarbeiten, sofern diese nicht die Todesstrafe für ihn anstreben würden. Einen Monat später gestand er erneut drei Morde an Patienten in New Jersey.
Cullens Geständnisse fanden im November 2004 ihre Fortsetzung. In einem Gericht in Pennsylvania gab er zu, dass er weitere sechs Patienten getötet und zudem drei Mordversuche unternommen hatte.
Seit Juli 2005 verblieb Cullen im Somerset County Jail in New Jersey, während die Behörden noch immer mögliche Verstrickungen seiner Person in andere Todesfälle prüfen.
Derzeit verbüßt Cullen eine lebenslange Haftstrafe ohne die Möglichkeit einer vorzeitigen Aussetzung auf Bewährung vor dem Ablauf von 30 Jahren. Zudem muss er direkt anschließend die Verurteilungen aus Pennsylvania absitzen, wo er am 2. März 2006 zu elf aufeinanderfolgenden lebenslangen Haftstrafen verurteilt wurde. Diese kommen 397 Jahre lang nicht für eine Aussetzung auf Bewährung in Frage. Er wird im New Jersey State Prison in Trenton, New Jersey verwahrt.
Am 10. März 2006 wurde Cullen in den Gerichtssaal des obersten Richters von Lehigh County, William Platt, zur Urteilsverkündung gebracht. Cullen, der über den Richter verärgert war, wiederholte 30 Minuten lang den Satz „Your honor, you need to step down“. Schließlich ließ Platt Cullen mit einem Tuch und Klebeband knebeln, doch auch zu diesem Zeitpunkt versuchte Cullen den Satz noch zu wiederholen. Cullen wurde von Platt zu weiteren sechs lebenslangen Haftstrafen verurteilt.
Zusammen mit allen weiteren Urteilen hat Cullen insgesamt 18 Haftstrafen auf Lebenszeit zu verbüßen.

## Motiv
Cullen sagte, er habe den Patienten die Überdosen verabreicht, um sie von ihrem Leiden zu erlösen und das Krankenhauspersonal daran zu hindern, sie zu „entmenschlichen“ (de-humanizing). Er befürchtete angeblich, die Betroffenen hätten kurz davor gestanden, Beatmungsgeräte oder ähnliche lebenserhaltende Maschinen zum Überleben zu benötigen, was er ihnen ersparen wollte. Cullen erklärte den Kriminalbeamten, er habe es nicht mehr ertragen, wenn von so genannten Versuchen der Lebensrettung gesprochen wurde, oder diese gar mitzuerleben.
Die Ermittler sagten, Cullen sei oft verwirrt und abwesend. Beispielsweise schien er zu verstehen, dass seine Handlungen den Familien der Patienten Elend brachten und den Patienten selbst Leiden zufügten. Dennoch konnte er den daraus entstehenden Widerspruch zu seiner Aussage, er habe den Patienten lediglich Leid und Schmerzen ersparen wollen, nicht erkennen.
Gleichzeitig erzählte Cullen den Ermittlern, dass es sich bei seinen Taten meist um Spontanentschlüsse gehandelt habe, obwohl er die betreffenden Patienten bereits längere Zeit „leiden“ sah und über deren Ermordung nachdachte.
Er sagte den Kriminalbeamten im Dezember 2003, dass er die meiste Zeit wie in einem Nebel gelebt habe und dass er die Erinnerung an die Ermordung der meisten seiner Opfer einfach ausgeblendet habe. Cullen erzählte weiterhin, er könne sich an viele von ihnen nicht mehr erinnern, weder wer sie waren, noch warum er sie ausgewählt hatte. In einigen Fällen stritt er seine Verantwortung für Morde in bestimmten Einrichtungen sogar rigoros ab. Nach einer erneuten Sichtung der medizinischen Unterlagen gestand er später, doch in die Fälle verwickelt zu sein.

## Auswirkungen auf die Gesetzgebung
Cullen war es im Laufe der Jahre leicht möglich, sich von einer Einrichtung zur nächsten zu begeben, ohne dabei aufzufallen. Experten behaupten, dies hätte an den fehlenden Meldepflichten und dem unzureichenden gesetzlichen Schutz der Arbeitgeber gelegen.
Wie die meisten anderen Staaten auch verlangten New Jersey und Pennsylvania von den Gesundheitseinrichtungen Berichte über verdächtige Todesfälle nur in äußerst außergewöhnlichen Fällen. Zudem waren die Strafen für das Versäumnis eines solchen Reports vergleichsweise unbedeutend. Viele Staaten erlaubten es den Arbeitgebern außerdem nicht, Nachforschungen darüber anzustellen, wo Bewerber zuvor gearbeitet hatten. Daher untersuchten die Arbeitgeber die Vorgeschichte ihrer Angestellten nicht, denn sie fürchteten einen schlechten Ruf und rechtliche Konsequenzen.
Direkt nach dem Bekanntwerden des Falls Cullen verabschiedeten 37 Staaten, darunter auch Pennsylvania und New Jersey, neue Gesetze, die die Arbeitgeber dazu ermutigen sollen, ihren Angestellten ehrliche Beurteilungen auszustellen. Diese Zeugnisse schützen den Arbeitgeber, sofern sie wahrheitsgemäß verfasst werden. Viele weitere Gesetze, die in den Jahren 2004 und 2005 erlassen wurden, verstärkten zusätzlich die Berichtspflichten der Gesundheitseinrichtungen. Außerdem wurde der gesetzliche Schutz für die Einrichtungen erweitert, welche unzureichende Patientenpflege durch ihr Personal meldeten. Lizenzierte Angestellte im Gesundheitswesen, wie beispielsweise der staatlich anerkannte Krankenpfleger Charles Cullen, müssen seither Untersuchungen eines eventuellen kriminellen Hintergrunds zulassen und auf eigene Kosten ihre Fingerabdrücke hinterlegen.

## Film
The Good Nurse (2022) – Spielfilm mit Eddie Redmayne in der Rolle Cullens.

## Dokumentation
Capturing the Killer Nurse (2022)